# ТОР «Благовещенск»
Территория опережающего социально-экономического развития «Благовещенск» — территория городского поселения Благовещенск в Республике Башкортостан, на которой действует особый правовой режим предпринимательской деятельности. Образована в 2019 году. По данным на 2022 год, на ТОР «Благовещенск» зарегистрировано 33 резидента.

## Развитие территории
В 2016 году Благовещенск был включён в перечень монопрофильных муниципальных образований (моногородов), что впоследствии дало городу право на оформление статуса территории опережающего социально-экономического развития. ТОР «Благовещенск» была создана в соответствии с Постановлением Правительства РФ от 15 февраля 2019 "О создании территории опережающего социально-экономического развития «Благовещенск» с целью диверсификации экономики города, снижения её зависимости от градообразующего предприятия АО «Благовещенский арматурный завод» и повышения общей инвестиционной привлекательности города. К 2027 году постановление предполагает привлечение более 7 млрд рублей инвестиций и создание 1300 новых рабочих мест. В качестве опорных проектов указывалось создание производства колёсных и гусеничных тракторов, сборки железобетонных панелей, а также предприятия по производству напитков.

## Условия для резидентов
Требования к потенциальным резидентам ТОР «Благовещенск», согласно уточнениям, внесенным постановлением Правительства РФ от 26 апреля 2017 г. № 494 «О внесении изменений в постановление Правительства Российской Федерации от 22 июня 2015 г. № 614», предусматривают, что компании-соискатели должны быть вести деятельность исключительно на территории города, предоставить минимальный объем инвестиций не менее 2,5 млн рублей (без учета НДС) в течение первого года, создать не менее 10 новых рабочих мест в течение первого года, ограничить привлечение иностранной рабочей силы до 25 % максимум, не находиться в процессе ликвидации, банкротства или реорганизации и соответствовать профильным видам деятельности ТОР. Для резидентов предусмотрен льготный налоговый режим: налог на прибыль в федеральный бюджет обнуляется, отчисления в региональный бюджет составят не более 5 % в течение первых пяти лет с момента первой прибыли, затем не более 10 %. Обнуляются налоги на землю и имущество, страховые взносы снижаются до 7,6 %,.

## Резиденты
К осени 2019 года заявки в резиденты ТОР «Благовещенск» подали две компании: «Бельский рыбхоз» (проект создания цеха инкубации и глубокой переработки форели) и «Старшайн Петролеум энд Кэмикал Уфа» (строительства производственной площадки по полимерной модификации битума).
В июне 2020 года на территории опережающего развития «Благовещенск» зарегистрированы четвертый и пятый резиденты: компании «Благовещенский завод дорожных конструкций» и «ИГНИС»,.
В августе 2020 года компания «Времена года» заявила о проекте строительства в ТОСЭР оптово-распределительного центра для хранения овощей стоимостью более 6 млрд рублей; первую очередь предполагается запустить в 2022 году.
В 2020 году городские власти выделили 10 га земли для строительства индустриального парка «Благовещенский». Как стало известно в марте 2021 года, на территории парка будет, в числе прочего, построен завод строительных конструкций из поливинилхлорида и алюминия(компании «Гласс Сити») .
В сентябре 2021 года было подписано соглашение с компанией «Таврос ЭкоПульс» (входит в группу «Таврос») о строительстве в ТОСЭР комплекса по хранению, первичной и глубокой переработке желтого гороха. Строительство, которое предполагается завершить в 2023 году, станет самым крупным проектом ТОР «Благовещенск»: общий объем инвестиций оценивается почти в 7 млрд рублей с созданием 312 новых рабочих мест.
Среди резидентов ТОР — также компании «Благовещенский завод МЖБК» (проект организации сборных железо-бетонных конструкций для мостостроения и дорожного строительства), «Благовещенский Стекольный завод Дуглас» (производство стеклопакетов), «ФНБ Технолоджи» (производство промышленных насосов и оборудования) и др.